# Все це було, було, було...
«Все це було, було, було...» («Всё это было, было, было...») — радянський телефільм 1987 року, знятий режисером Юрієм Рашкіним на Центральному телебаченні СРСР.

## Сюжет
Фільм-концерт про естраду початку ХХ століття, про життя та творчість російських естрадних виконавців – Надії Плевицької, Варвари Паніної, Людмили Спокойської тощо. У програмі пісні та романси, танці та мініатюри розмовного жанру естради початку ХХ століття. У фільмі-концерті прозвучать фрагменти з творів: О. Купріна, Ю. Олеші, О. Шварца, О. Кугеля, І. Нестьєва. Авторське опрацювання циганських пісень В. Романо-Орлова.

## У ролях
- Юрій Демич — головна роль
- Галина Баранова — головна роль
- Тетяна Петрова — головна роль
- Марія Кедрова — роль другого плану
- Ліліан Малкіна — роль другого плану
- Галина Субботіна — роль другого плану
- Марія Тхоржевська — роль другого плану
- Геннадій Богачов — роль другого плану
- Олександр Зав'ялов — роль другого плану
- Валерій Кухарешин — роль другого плану
- Андрій Краско — роль другого плану
- Ігор Окрепілов — роль другого плану
- Олена Бузильова — роль другого плану
- Наталія Бузильова — роль другого плану
- Артур Бузильов — роль другого плану
- Олександра Гривніна — епізод

## Знімальна група
- Режисер — Юрій Рашкін
- Сценаристи — Юрій Рашкін, Галина Макарова
- Оператори — Марк Волинець, Віктор Щербаков
- Художник — Ельвіра Савіна